# Carl Christian Vogel von Vogelstein
Carl Christian Vogel von Vogelstein, a menudo conocido únicamente con el nombre de Vogel (Wildenfels, 26 de junio de 1788 - Múnich, 4 de marzo de 1868), fue un pintor alemán.

## Biografía
Hijo del pintor Christian Leberecht Vogel, fue instruido por él en el arte de la pintura. En 1804 asistió a la Academia de Bellas Artes de Dresde, donde fue inicialmente copista de pinturas en la Gemäldegalerie. Gracias a su habilidad fue capaz de establecerse como uno de los principales artistas del romanticismo. 
En 1807 se trasladó por una invitación del Barón von Lowenstern a su residencia en Dresde, donde se convirtió en profesor de dibujo para sus hijos. En 1808 se marchó a San Petersburgo, donde trabajó en el palacio del príncipe Nikolai Gagarin, donde estableció su estudio y se convirtió en un exitoso pintor de retratos de nobles y diplomáticos.
En 1844 pintó una vidriera titulada Dante y diez episodios de la Divina Comedia en el Palacio Pitti de Florencia.
Además de pinturas religiosas, dibujos de paisajes y estudios anatómicos de aves también pintó retratos de, entre otras personas, Bertel Thorvaldsen, Joseph de Maistre y Lucien Bonaparte.